# Старі Баликли
Старі Баликли́ (рос. Старые Балыклы, башк. Иҫке Балыҡлы) — село (у минулому присілок) у складі Бакалинського району Башкортостану, Росія. Входить до складу Ахмановської сільської ради.
Населення — 489 осіб (2010; 527 2002).
Національний склад:
- татари — 84 %

У селі народився відомого діяча партизанського руху в Україні та Словаччині, кавалер Ордена Червоної Зірки, майор Мурзін Даян Баянович (1921).